# محطة قطار طولكرم
محطة قطار طولكرم التاريخية وتقع في مدينة طولكرم الفلسطينية، وهي جزء من كل من قطار الشرق السريع وقطار الحجاز، وقد أنشئت في زمن الدولة العثمانية، وكانت تصل بين فلسطين ومصر والحجاز والأردن وسوريا ولبنان وتركيا، وقد استخدمها آلالاف المسافرين من الجنسيات المختلفة. 

## التاريخ
افتتحت محطة قطار طولكرم عام 1915 وذلك خلال فترة الحكم العثماني.

## الموقع
تقع المحطة في مدينة طولكرم بالضفة الغربية، وفي عام 1930 تم إقامة معهد خضوري التعليمي بجانب المحطة، وقد تحول المعهد إلى جامعة لاحقًا.

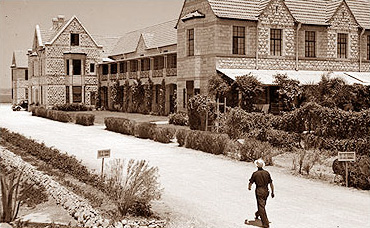
معهد خضوري قديمًا
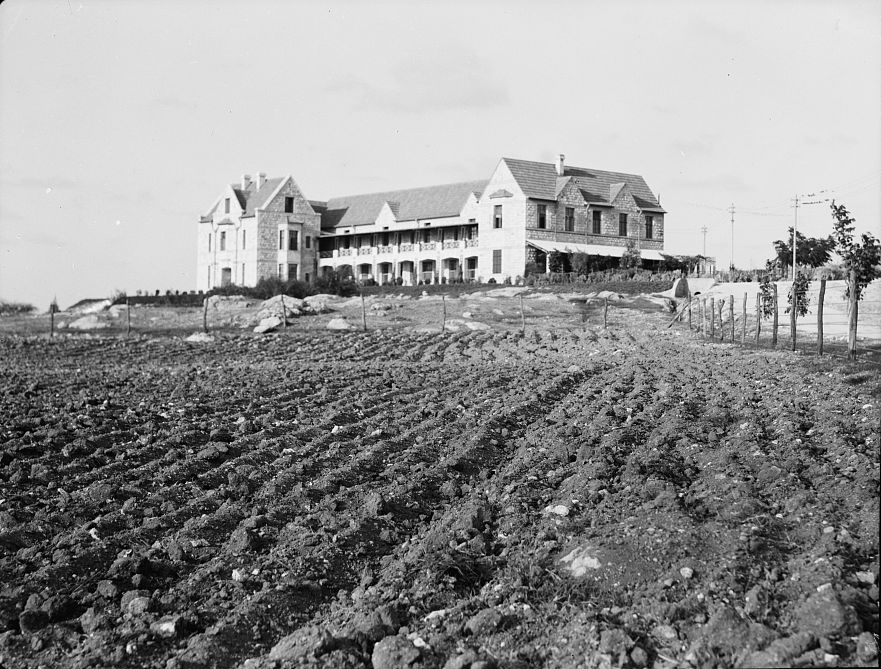
معهد خضوري قديمًا من زاوية أبعد

## خطوط المحطة
ارتبطت محطة قطار طولكرم بخطي سكك حديدية، وهما:
- خط الشرق السريع، ويصل طولكرم مع لبنان والقدس والجنوب وغزة والعريش،[2] وينتهي في القاهرة.[3]
- خط سكة حديد الحجاز، وكان يصل طولكرم مع دمشق وعمان والحجاز وتركيا، من خلال مسار الوصل (خط طولكرم - شرق طولكرم - العفولة - درعا).[4]

## التاريخ
شهدت محطة قطار طولكرم عدد كبير من الأحداث المحلية والعالمية، أهمها اندلاع معارك الحرب العالمية الأولى والتي كان أبرزها معركة طولكرم بتاريخ 19 سبتمبر 1918، حيث وقعت المعركة في أحياء مدينة طولكرم ومبنى السرايا العثمانية ومنطقة المحطة، وكان من أبرز نتائجها استيلاء القوات البريطانية والأسترالية والهندية والنيوزيلاندية على كامل مدينة طولكرم بما فيها محطة القطار، وهزيمة الإمبراطورية العثمانية التي كان يقع مقر جيشها الثامن في المدينة. وقد قتل في المعركة عدد كبير من الجنود من جنسيات متعددة في منطقة المحطة، وأقيمت لهم مقبرة خاصة بجانب المحطة عرفت باسم "مقبرة حرب طولكرم"، ودفنوا فيها.

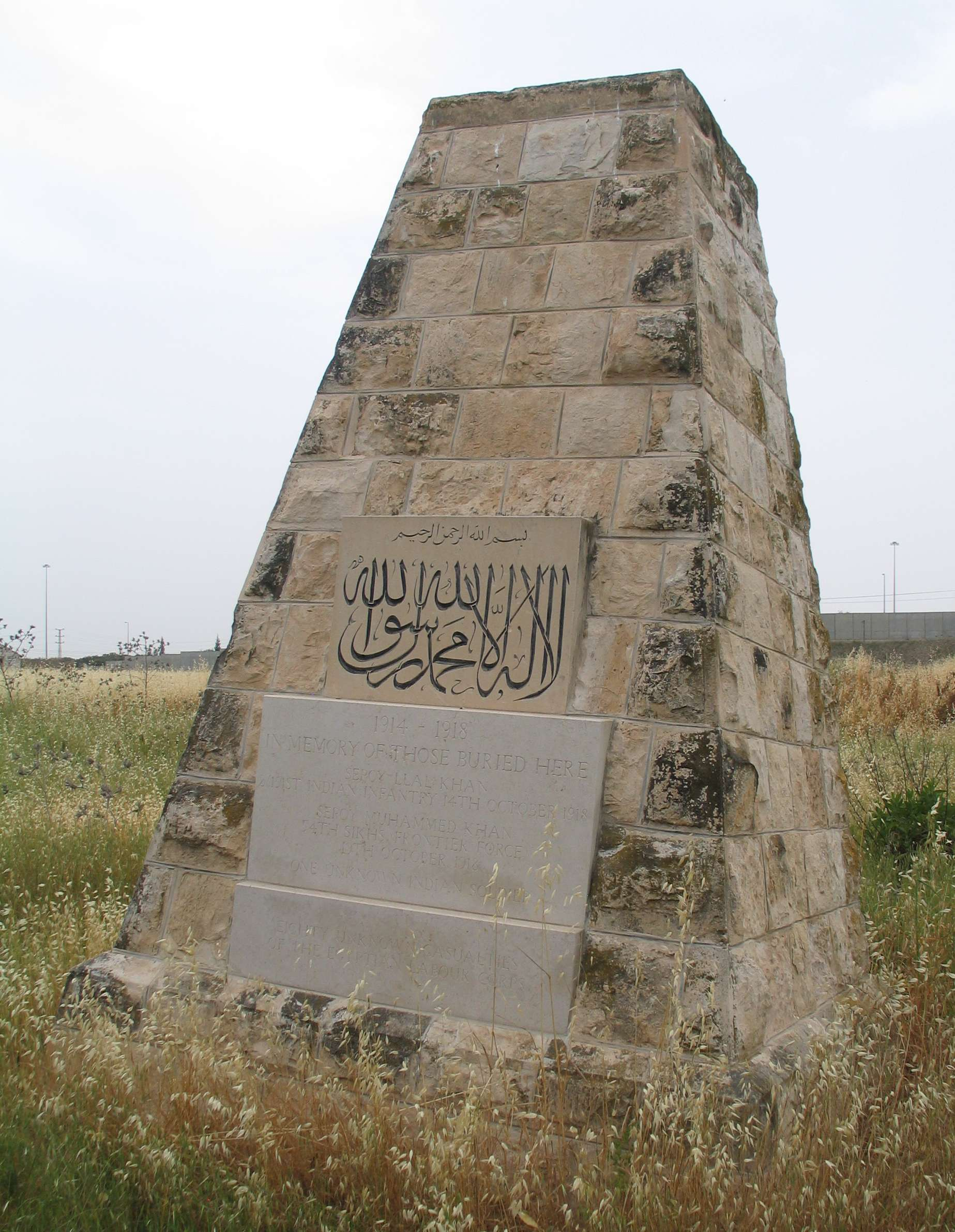
المقبرة والنصب التذكاري
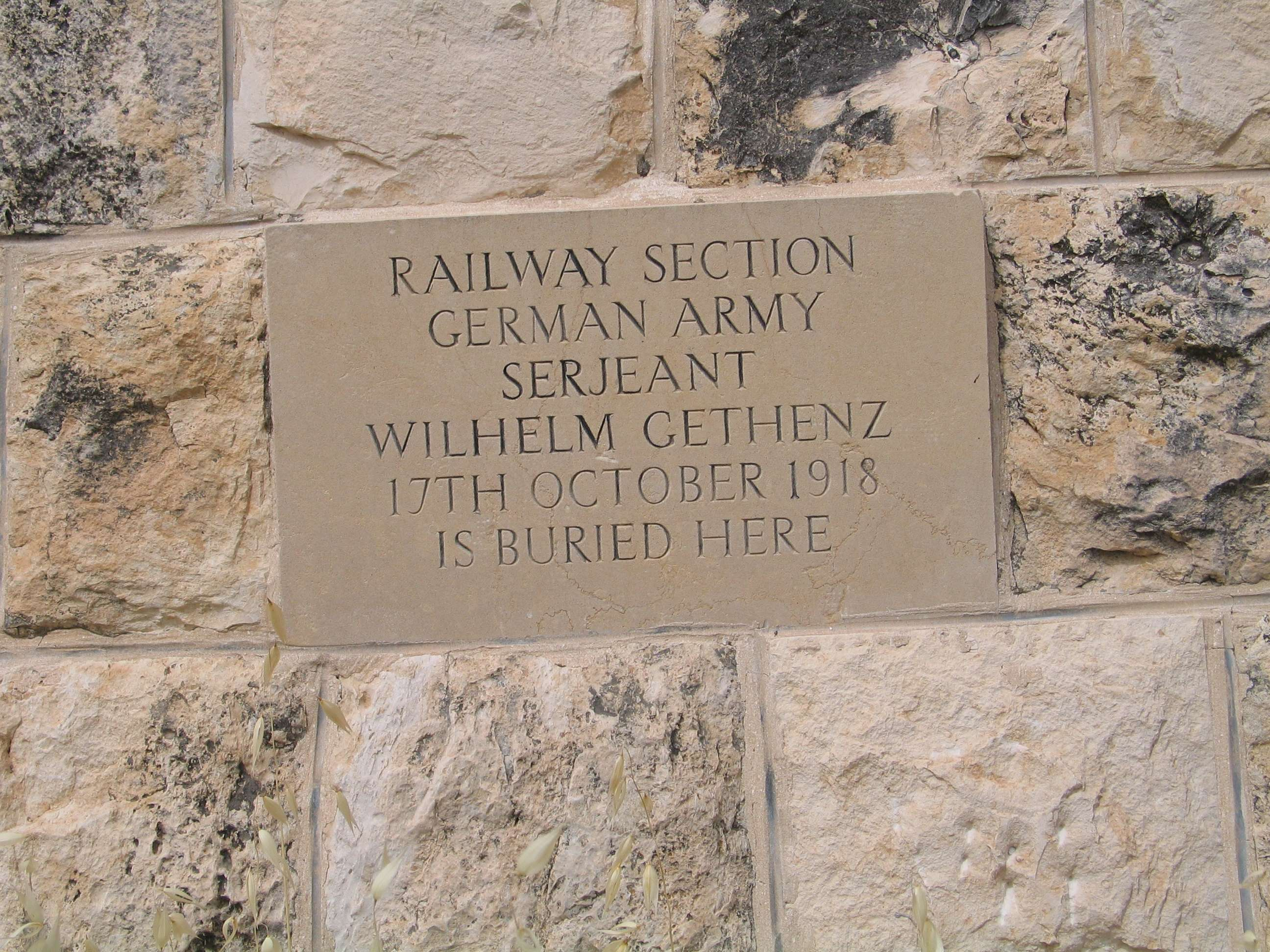
مقبرة الجنود الألمان
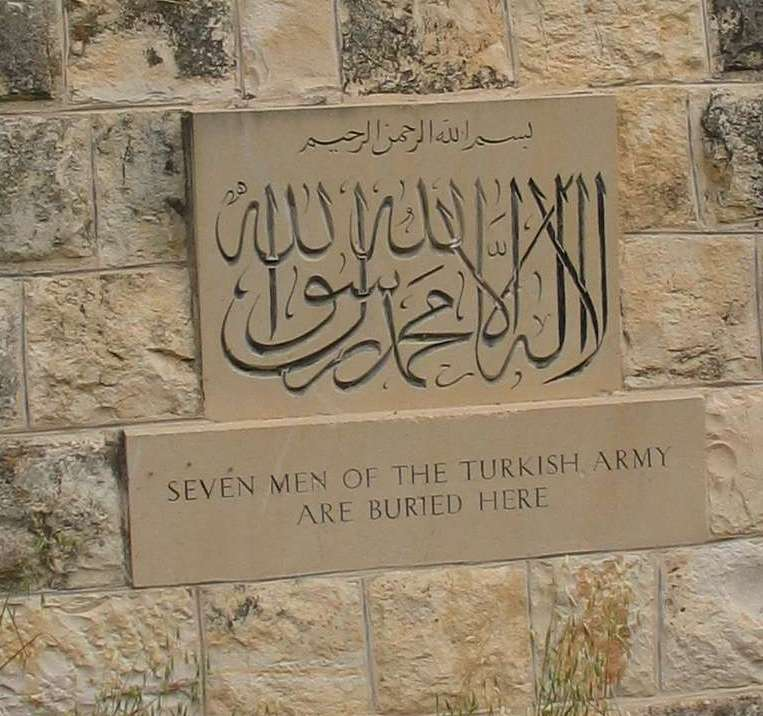
مقبرة الجنود الأتراك
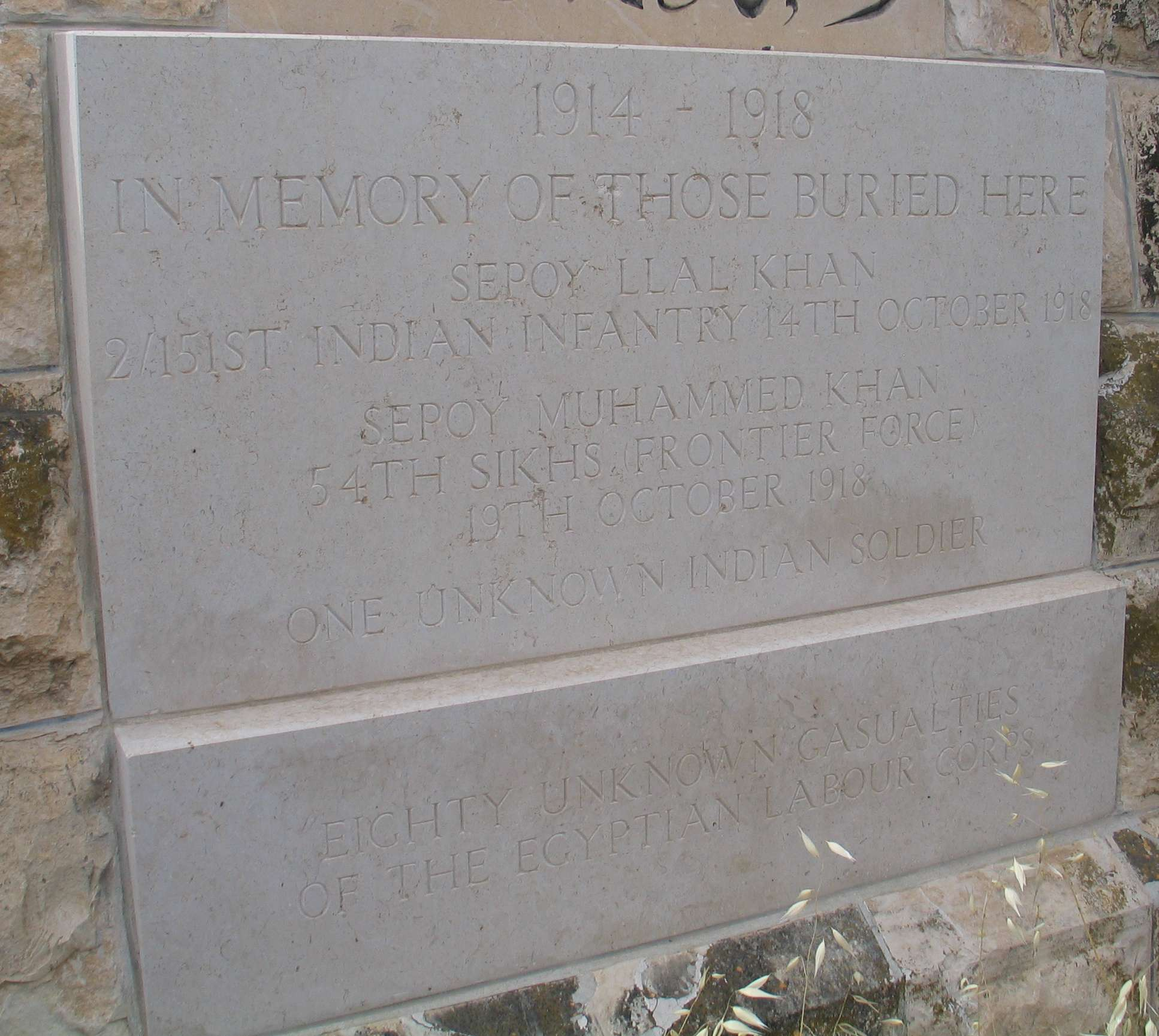
مقبرة جنود الهند ومصر

في عام 1983 أقامت إسرائيل في مكان المحطة مستوطنة نيتساني شالوم الصناعية (جيشوري) وضمت عددًا من مباني المحطة إلى المستوطنة الصناعية، في حين بقي العدد الآخر من مباني المحطة لدى الجانب الفلسطيني ضمن أراضي جامعة فلسطين التقنية "خضوري".
في 11 أبريل 2025 قامت إسرائيل بالهدم الكامل لأحد المباني التاريخية للمحطة لغاية توسيع منشئات المستوطنة الصناعية.

## مباحثات إعادة تفعيل خط قطار طولكرم
في أبريل 2001، جرت مباحثات بين السلطة الوطنية الفلسطينية وإسرائيل برعاية الولايات المتحدة الأمريكية والمجتمع الدولي من أجل وقف حالة العنف القائمة ومناقشة عدد من القضايا الاستراتيجية والاقتصادية، وأعلن حينها رئيس الوزراء الإسرائيلي أرئيل شارون أن من بين ما جرى نقاشه كان مشروع إنشاء خط قطار طولكرم - غزة.

## معرض صور

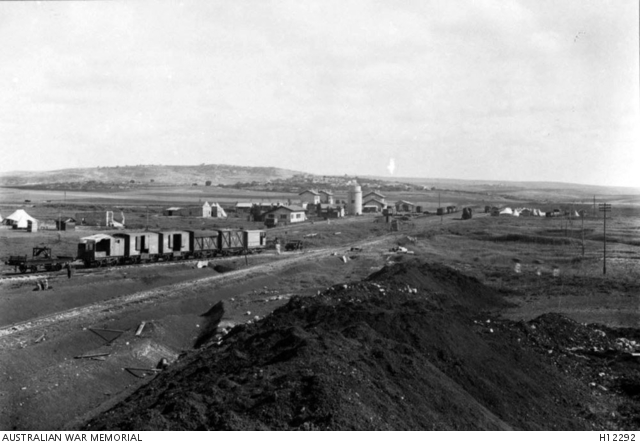
المحطة بتاريخ 2 يناير 1917
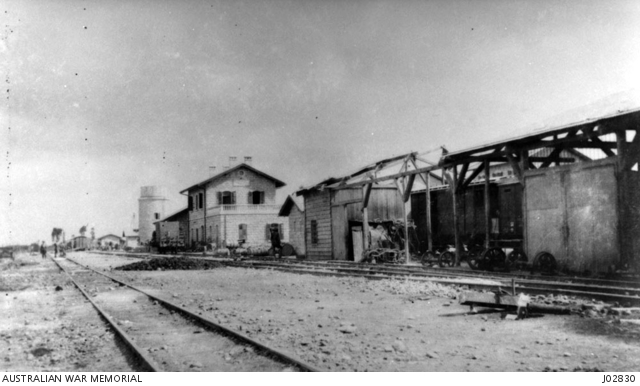
المحطة بتاريخ 2 يناير 1917
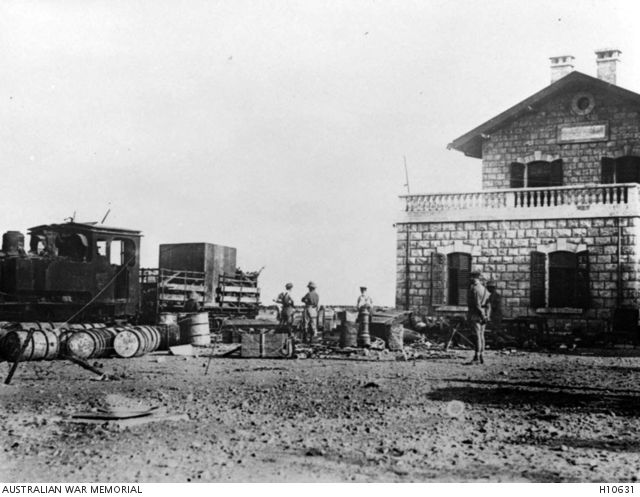
المحطة بتاريخ 2 يناير 1918
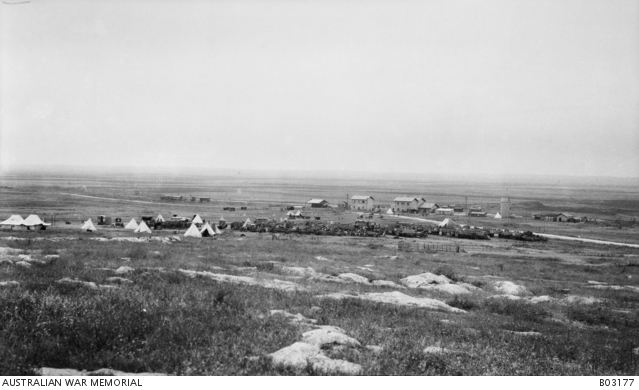
المحطة بتاريخ 2 يناير 1918
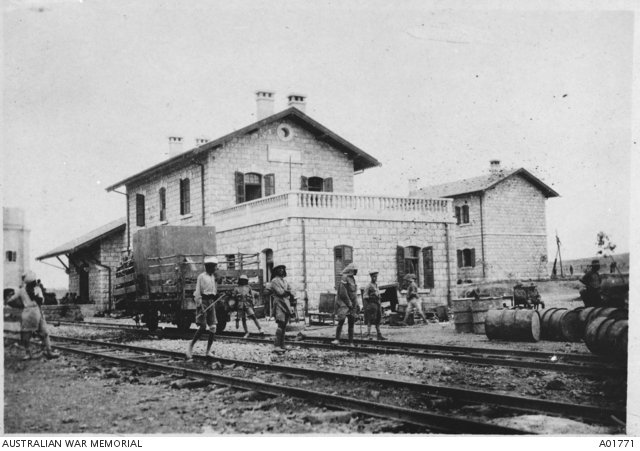
المحطة بتاريخ 2 يناير 1918
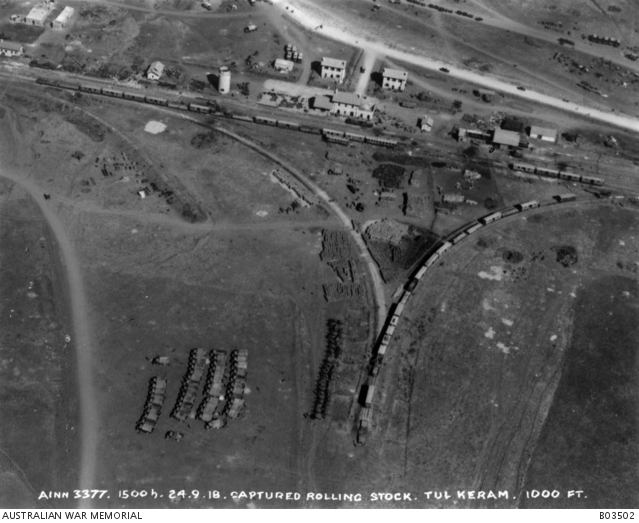
صورة جوية للمحطة بتاريخ 24 سبتمبر 1918
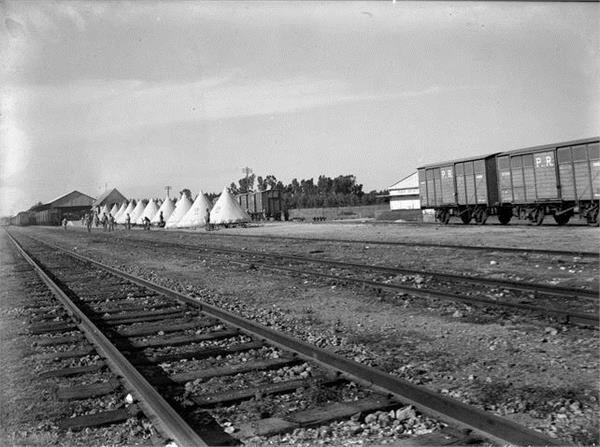
المحطة بتاريخ 1 ديسمبر 1938
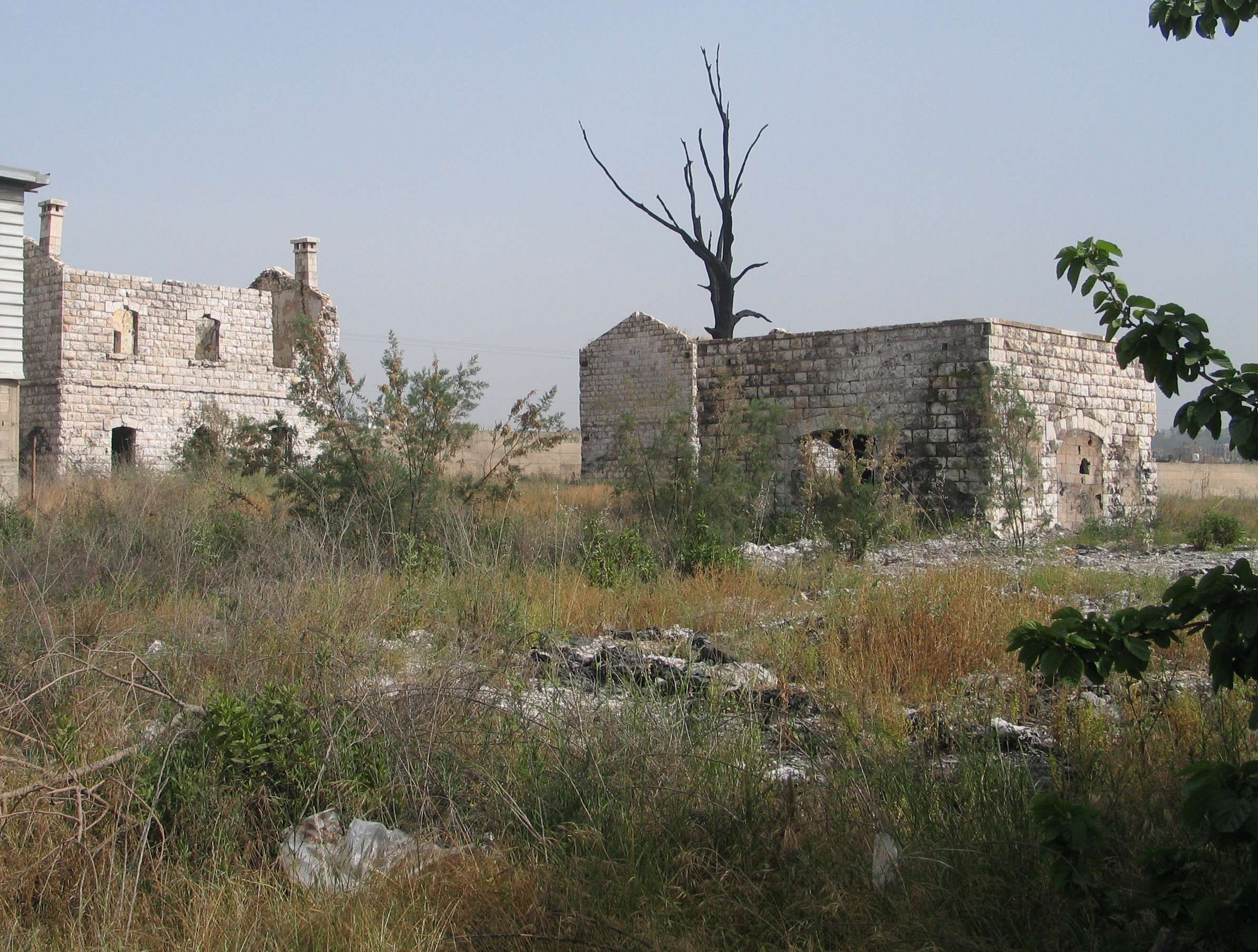
المحطة اليوم
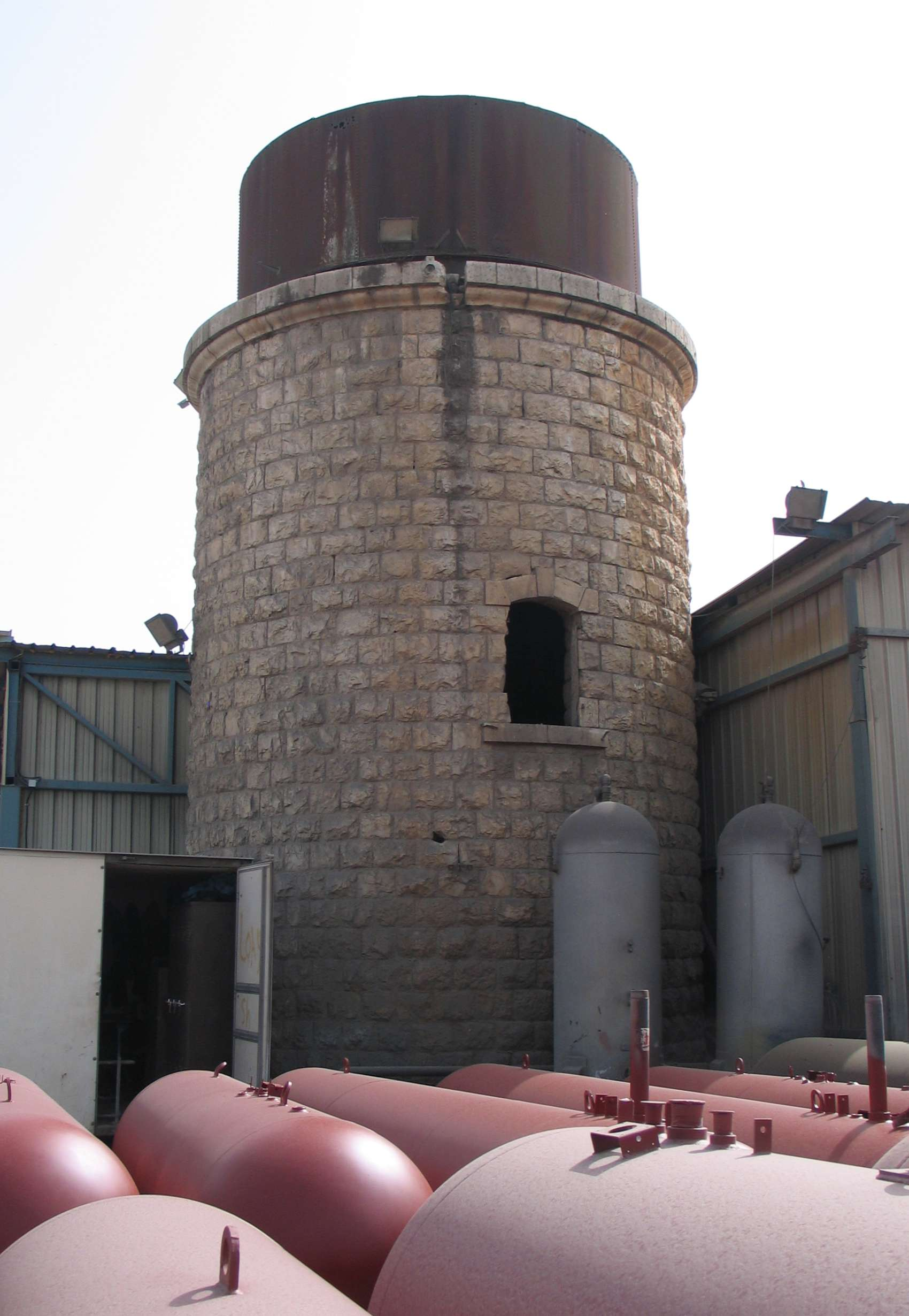
خزان المحطة اليوم
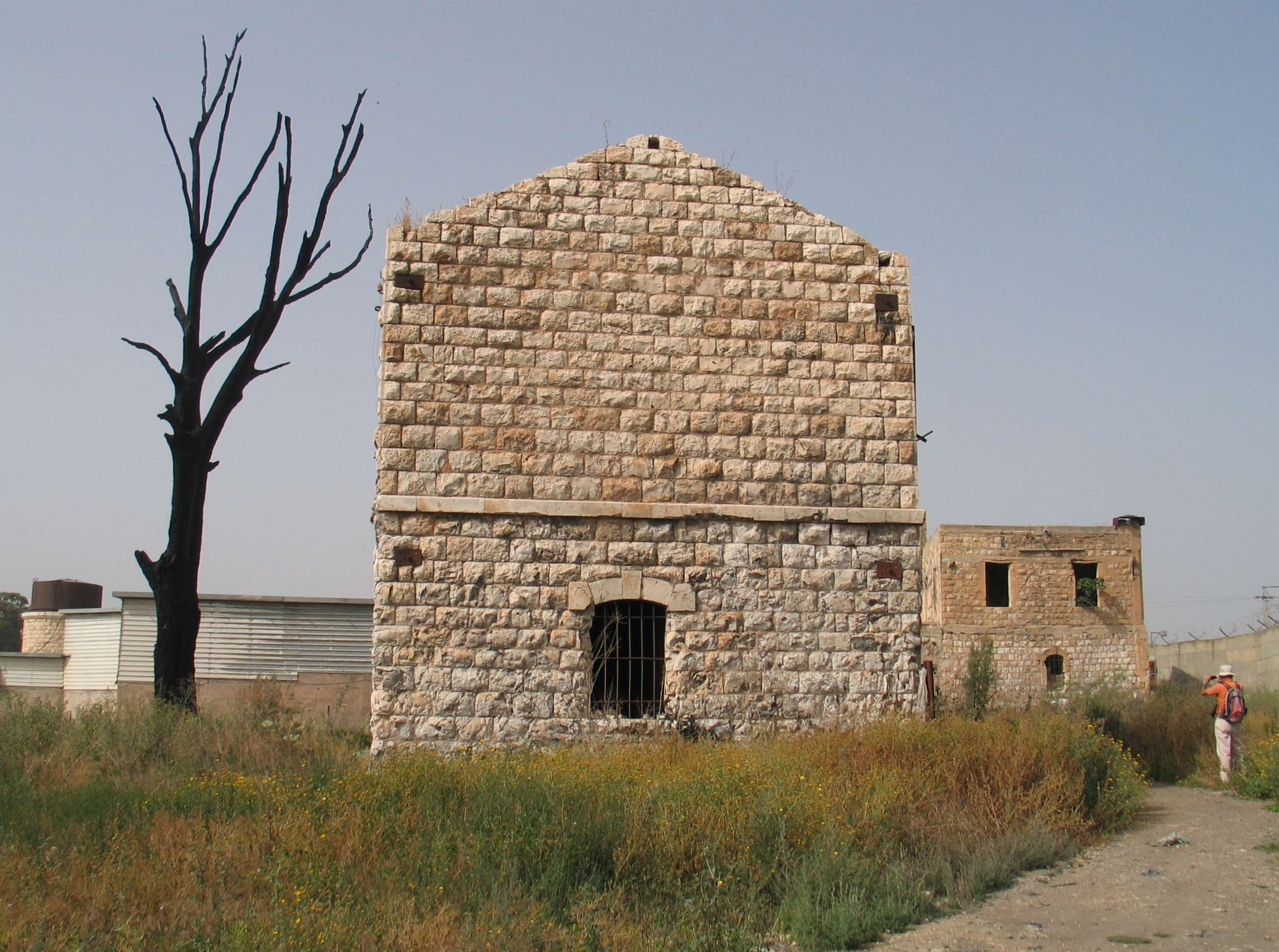
سائح يلتقط الصور للمحطة، 10 أبريل 2016